# 津田武左衛門
津田 武左衛門（つだ ぶざえもん）は、江戸時代前期の剣術家。諱は直勝（なおかつ）。柳生十兵衛の弟子で、津藩の剣術指南役を務めた。初め新陰流の呼称を柳生家に禁止されていたが、藩主藤堂高久・高睦らの仲介により、柳生備前守俊方から許可を得た。

## 経歴
正保3年（1646年）、福持孫兵衛の子として生まれる。幼名は孫七（のち与総右衛門）。柳生源太夫三秀に子供がなく、その跡を継ぐため養子となる。源太夫の指導を受け、当時柳生家の中でも、終に柳生につづく者なく名人の名をあげた、とある。小太刀では柳生家随一の名手で、指をはねるのが得意であったという。
知行100石で柳生宗矩の家臣であった源太夫は、のち200石に加増され、杖師玄斎と世を忍ぶ仮の名を名乗る。柳生宗冬の代になってさらに300石に加増となる。一方、源太夫の父・柳生喜七郎宗直は、小松源太夫を養女美和の養子婿とし、柳生姓を名乗らせ、宗矩の推挙により、津藩に仕えさせる。
寛文4年（1664年）6月14日、玄斎が没する。跡目に関し、禄高が減俸に成ったら跡目は継がなくてよいと遺言する。与総右衛門は、減俸に対し柳生を去り浪人する。これに宗冬は激怒し、理由を尋ねられると、「病身ニ̪而御奉公相努メ難ク御座候故。跡目仰付被候上ニ而ハ御請ヲ申上難存奉。御機嫌之程ハ恐入奉候得ドモ、不得已立去申候段申上、百日余リモ遠慮仕罷有、御免之上病気養生仕ル。」とし、柳生姓を改め志貴与三右衛門と名乗る。その後、柳生家に戻り、わずかな扶持で奉公する。
延宝3年（1677年）12月、玄斎の弟、柳生吉兵衛宗房が跡目を継ぎ、柳生喜七郎頼房と改名する（元禄5年（1692年）8月没）。
柳生宗在の代になって、野州宇都宮から江戸への帰路、牽馬本陣にて騒動があった。その際、志貴与総右衛門、立ち塞ぎてこれを取り鎮め、遠近その勇気を称す、と『玉栄捨遺』に記されている。このように、武芸に秀でていたことは明らかである。
天和2年（1682年）、禄高について変化がなく、柳生家を去り浪人し、津にて剣術指南をすすめられ道場を開き、自分工夫の裁組を指南する。
貞享4年（1687年）には、藤堂仁右衛門、藤堂采女、その他にも小身の藩士など門弟多数を抱えている。
元禄3年（1690年）7月、3代藩主藤堂高久によって、津附関口流柔術指南役の津田道之助の養子となり、津田武左衛門と改名し、300石を拝領して津藩に仕える。
元禄16年（1703年）、4代藩主藤堂高睦による再三の頼みにより、柳生備前守俊方より許可を得て、裁組を止め新陰流と改める。新陰流兵法指南役として500石で召し抱えられる。
正徳2年（1712年）、板倉周防守家中の設楽八郎左衛門の次男・織之進を婿養子とし、織之進義武太夫と改名させる。義武太夫は部屋住で60俵5人扶持、御兵法申上として江戸勤めとなるが、翌年病気で帰藩し、難病のため離縁された。
享保元年（1716年）、東照宮百年忌法要を行う。
享保3年（1718年）、山城和束の郷士・上田左太夫安真の三男・六四郎を婿養子とし、後に源太夫勝辰と改める（宝暦8年（1758年）10月23日没、享年60）。
享保7年（1722年）8月28日没。享年86。勝辰が跡目を相続して師役を拝命、禄300石を賜わる。
武左衛門は養父に強い恩を感じており、養父の遺言とはいえ絶家したことを申し訳なく思っていた。そのため自身の遺言は、藤堂公のはからいで津田家の養子として津藩に仕えた自分1代は津田を名乗るが、実家が柳生家と縁のある家柄である勝辰に、柳生姓を本家より許し受けるように、と残した。それ以来、勝辰から3代にわたり、これ実現させるべく努めたものの、実現はしなかった。
子孫は代々剣術指南役を務めた。